# Metropolitanci (televizijska serija)
Metropolitanci, hrvatska je televizijska dramska serija u proizvodnji Ring produkcije za HRT. Autor serije kao i glavni scenarist i glavni producent je Dario Vince, dok je Igor Šeregi redatelj. Serija se počela prikazivati 26. rujna 2022. Prikazivala se ponedjeljkom i utorkom u večernjemu terminu na programu HTV 1. Serija je posvećena Anamariji Carević, jedinoj žrtvi zagrebačkoga potresa 2020., što je vidljivo u odjavnoj špici svake epizode.
Serija je obnovljena za drugu sezonu koja je imala premijeru u zagrebačkom kazalištu Luda kuća, a od 17. veljače 2025. ponedjeljkom i utorkom prikazivat će se na Prvom programu HRT-a

## Radnja
Radnja serije se događa u polu-izmišljenom zagrebačkom naselju Vrtovec, usred pandemije, nakon razornoga potresa, politika u naselje doseli stanovnike staroga središta grada čiji stanovi su razrušeni u potresu. U takvom novonastalom metropolitanskom krugu kuhaju se sukobi, najviše između zubara Petra i vlasnika mjesnoga restorana Pavića. Dok Petar želi u naselju mir i usklađenost, Pavić vidi priliku za brzo bogaćenje.

## Pregled serije
| Sezona | Sezona | Epizode | Epizode | Originalno emitiranje | Originalno emitiranje |
| Sezona | Sezona | Epizode | Epizode | Premijera             | Finale                |
| ------ | ------ | ------- | ------- | --------------------- | --------------------- |
|        | 1.     | 14      | 14      | 26. rujna 2022.       | 8. studenoga 2022.    |
|        | 2.     | 12      | 12      | 17. veljače 2025.     | 25. ožujka 2025.      |

| 1. Vijest se širi 2. Dvadeset i tri godine kasnije 3. Tko je tu glavni? 4. Ili - Ili 5. Ćaća plaća 6. Blef 7. Evo hita 8. Olgina kuća lutaka 9. Samo stvarnost 10. Oprosti mi 11. Osnove manipulacije 12. Plan be 13. Crno na bijelo 14. Odi spat | 1. Novi početak 2. Zbogom, grade bijeli! 3. Došljaci znače nevolju 4. Not real man 5. Luji Sedamnaesti 6. Biljke rastu dok mi ležimo 7. Svijet se izokrenuo naopačke 8. S crnim ne možeš pogriješiti 9. Totalni otpor 10. U boj! 11. Kaos 12. Tu se niš ne menja |

## Glumačka postava
- Rene Bitorajac kao Petar Galić, zubar
- Dijana Vidušin kao Marija Galić
- Mirela Brekalo Popović kao Stanka Galić
- Tom Rushaidat kao Tin Galić
- Lana Medar kao Karla Galić
- Ana Ugrina kao Petra Galić

- Dejan Aćimović kao Josip Pavić, vlasnik lokalnog restorana Čardak
- Linda Begonja kao Antica Pavić
- Roko Sikavica kao Ivan Pavić
- Filip Detelić kao Mislav Pavić, kuhar
- Toma Medvešek kao Domagoj Pavić Josipov sin, voli umjetnost

- Hrvoje Kečkeš kao Branko Barić
- Anita Matić Delić kao Vesna Barić
- Tea Harčević kao Marta Barić
- Roko Protić kao Martin Barić

- Nataša Janjić Medančić kao Dunja Mataković
- Janko Popović Volarić kao Tomo Mataković
- Igor Jurinić kao Vid Mataković
- Goran Grgić kao Mate Pajalić
- Ljubica Jović Capak kao Olga Cukor
- Barbara Nola kao Alma Cukor Toplak
- Janko Rakoš kao Krešo Toplak
- Tesa Litvan kao Laura Toplak
- Ksenija Marinković kao Violeta Turković
- Siniša Popović kao Tadija Jurkić
- Dušan Bućan kao Ernest Pavlek
- Judita Franković Brdar kao Sabina Bilić
- Vicko Bilandžić kao Roko Bilić
- Nika Grbelja kao Sara Bilić
- Filip Juričić kao Fra Mihovil
- Franjo Kuhar kao Ljubo Neralić
- Žarko Savić kao Baltazar Jukić
- Asja Jovanović kao Roza Vrabec
- Hana Hegedušić kao Evica Vrabec
- Sanja Marin Ožbolt kao Pepa Beloša
- Marko Hergešić kao Bruno Klancir
- Bernard Tomić kao Oliver Marić
- Pjer Meničanin kao Vinko Strmečki
- Mijo Pavelko kao Jura Bajdak
- Dubravka Ostojić kao Eleonora Slamar
- Pero Juričić kao Ozren Katić
- Klara Mučibabić kao Suzy Bonačić
- Tea Šimić kao Anela Mujdži
- Danira Gović kao Lidija Cvirn
- Fabijan Kovačević kao Andrija Cvirn
- Ornela Vištica kao Iva Koruni
- Matija Kačan kao Borut Stojšek
- Biserka Ipša Kunčević kao Jelica Stojšek
- Luka Petrušić kao policajac Mijo
- Dean Krivačić kao policajac Vili
- Jasmin Telalović kao Zlatko Serdar
- Ljiljana Bogojević kao Slavica Serdar
- Josip Brakus kao Jakov Serdar
- Sven Jakir kao Krunislav Matošević
- Tin Rožman kao Tuka
- Marica Vidušić Vrdoljak kao Milka Šnajder
- Antun Tudić kao Grga Kuš
- pas Argo kao Oliverov pas Bongo

## Snimanje
Snimanje serije krenulo je 15. ožujka 2022., snimalo se na sljedećim lokacijama: Buzin, Čehi, Mala Mlaka, Sv. Klara, Odra i na Podbrežju koji je služio za polu-izmišljeno zagrebačko naselje Vrtovec, snimanje serije završeno je 12. lipnja 2022.
Druga sezona je krenula sa snimanjem 22. rujna 2024. u Podbrežju, a trajalo do početka prosinca 2024.

## Promocija
Pretpremijera dvije epizode serije prikazana je na 28. Sarajevskom filmskom festivalu, gdje je najavljena i priprema druge sezone.
Zagrebačka premijera održala se 5.rujna, a u Rovinju 23. rujna se održala premijera na 15. Weekend Media festivalu.